# 柳溪苗族乡
柳溪苗族乡是中华人民共和国云南省昭通市彝良县下辖的一个民族乡。

## 行政区划
柳溪苗族乡下辖以下村级行政区划单位：
水果村、上寨村、坪上村、茶坊村和白虾村。